# Hukou-Wasserfall
Der Hukou-Wasserfall (壶口瀑布,  Hukou Pubu) liegt im Mittellauf des Gelben Flusses (Huang He) zwischen dem Kreis Ji in der Provinz Shanxi und dem Kreis Yichuan in der Provinz Shaanxi.
Seine Breite variiert mit dem Wechsel der Jahreszeiten zwischen 30 und über 50 Metern. Die Fallhöhe erreicht etwa 20 Meter, die Durchflussmenge erreicht in der Tauzeit Anfang April über 1.000 Kubikmeter pro Sekunde, bei der Flut im Sommer 8.000 Kubikmeter pro Sekunde.
Der Wasserfall ist namensgebend für den Huanghe Hukou-Wasserfall-Nationalpark 黄河壶口瀑布风景名胜区 und den Nationalen chinesischen Geopark Hukou-Wasserfall des Gelben Flusses 黄河壶口瀑布国家地质公园.